# Hugo Dahmer
Hugo Dahmer (Coblença, 7 de maio de 1915 — Troisdorf, 1 de agosto de 2006) foi um piloto alemão que serviu na Luftwaffe durante a Segunda Guerra Mundial. Ao longo da sua carreira aérea, participou em 307 missões de combate, nas quais obteve 45 vitórias (mais 12 que nunca foram confirmadas), entre elas quatro bombardeiros quadrimotor. De entre as várias condecorações que recebeu, destaca-se a Cruz de Cavaleiro da Cruz de Ferro.

## Carreira militar
Hugo Dahmer iniciou a sua carreira militar entrando como voluntário para a Luftwaffe no ano de 1938, servindo anos mais tarde no 4./JG 26. Como piloto de combate, o Unteroffizier Dahmer registrou a sua primeira vitória aérea no dia 16 de maio de 1940 ao abater o francês Morane 406 sobre Tournai durante a Batalha da França. Foi transferido no mês de agosto do mesmo ano para o 6./JG 26. Passou a combater as formas Aliadas na Batalha da Inglaterra, onde conseguiu elevar o seu número de vitórias a nove abates até o final do mês de setembro de 1940.
Dahmer foi transferido para o 1./JG 77, com base na Noruega no dia 1 de fevereiro de 1941, estando nesta unidade quando teve início a Operação Barbarossa, onde voou juntamente com o às Horst Carganico. Foi condecorado com o Troféu de Honra da Luftwaffe no dia 10 de julho de 1941. Durante as três primeiras semanas de operação, abateu onze aeronaves soviéticas. No mês de março de 1942 o 1./JG 77 foi reorganizado e redesignado como sendo 6./JG 5. Por ter abatido 22 aeronaves, o Oberfeldwebel Dahmer foi condecorado com a Cruz de Cavaleiro da Cruz de Ferro no dia 31  de agosto de 1941. No dia 21 de fevereiro de 1942 registrou a sua 37ª vitória aérea.
Se retirou por algum tempo de serviço ativo quando se tornou instrutor de pilotos, retornando para a base do JG 26 no Canal da Mancha no mês de dezembro de 1942, sendo após algumas semanas transferido para o JG 2. Registrou a sua 39ª vitória aérea no mês de janeiro de 1943 e no início do mês de março abateu dois bombardeiros quadrimotores B-17 da USAAF. Dahmer foi promovido para Lieutnant e designado Staffelkapitän do 1./JG 2 no dia 17 de agosto de 1943.
Foi gravemente ferido em combate contra aviões da RAF no dia 11 de setembro nos arredores de Rouen enquanto pilotava o seu Fw 190 A-5 (W.Nr. 1171). Devido aos ferimentos sofridos, passou o restante da guerra como instrutor de escolas de caça, tendo ficado impossibilitado de retornar ao combate.
Hugo Dahmer abateu um total de 45 aeronaves em 307 missões de combate, possuindo ainda outras 12 vitórias não confirmadas. Dentre os seus abates, 26 foram registrados na Frente Oriental possuindo ainda o registro de ter abatido quatro bombardeiros quadrimotores.

## Pós-guerra
Dahmer voltou ao serviço ativo quando as Forças Armadas da Alemanha foram restabelecidas, servindo entre 1 de janeiro de 1956 e 30 de setembro de 1974, quando se aposentou como Oberstleutnant. Hugo Dahmer faleceu de causas naturais na localidade de Troisdorf, Alemanha, no dia 1 de agosto de 2006 aos 88 anos de idade, 65 anos após ser condecorado com a Cruz de Cavaleiro.

## Condecorações
| Cruz de Ferro 2ª Classe            |                     |
| Cruz de Ferro 1ª Classe            |                     |
| Troféu de Honra da Luftwaffe       | 10 de julho de 1941 |
| Cruz de Cavaleiro da Cruz de Ferro | 1 de agosto de 1941 |